# Ааг
А́аг — потухший вулкан, входит в состав Авачинско-Корякской группы вулканов и ограничивает её с северо-запада на полуострове Камчатка, Россия. Располагается севернее Корякской сопки. С предгорий вулкана берут своё начало речки Пиначевская и Дремучая.
Абсолютная высота — 2310 м.